# Ракетная армия

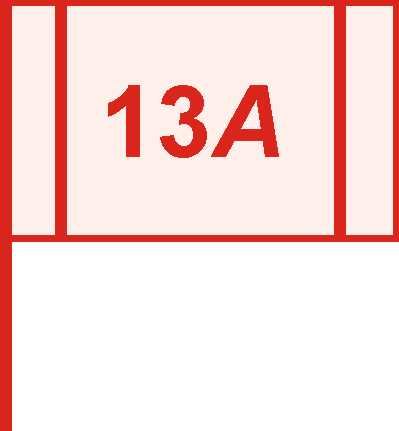
Советский (русский) условный (знак) армия, применяемое в документах, для РА внутри знака пишется, например: 27 РА.

Ракетная армия — оперативно-стратегическое объединение (армия) ракетных войск стратегического назначения (РВСН) в вооружённых силах СССР (вид ВС) и Российской Федерации (отдельный род войск), предназначенное для поражения всех видов и типов стратегических объектов противника в военное время (ядерной войне) на одном или нескольких стратегических воздушно-космических направлениях театров военных действий или театра войны, в любом месте земного шара. Сокращённое наименование — РА.
Штатная категория, в России, командующего ракетной армией — генерал-лейтенант. Назначается Указом Президента Российской Федерации.

## История
Создание ракетных армий могла позволить себе только сверхдержава, которой и был СССР. Первые две ракетные армии (43-я и 50-я со штаб-квартирами в Виннице и Смоленске, соответственно) были созданы в 1960 году на основе управлений воздушных армий Дальней авиации.
В их состав вошли ракетные дивизии, имевшие на вооружении ракетные комплексы средней дальности Р-12 и Р-14.
С ростом количества ракетных дивизий (ранее входивших в состав ракетных корпусов) 8 июня 1970 года были образованы ещё четыре ракетные армии:
- 27-я гвардейская ракетная Витебская Краснознамённая армия (ЗВО). Владимир. Сформирована в апреле 1970 года на базе 3-го отдельного ракетного корпуса.
- 31-я ракетная армия (ЦВО). Оренбург. Сформирована к 8 июня 1970 года на базе 18-го отдельного ракетного корпуса.
- 33-я гвардейская ракетная Бериславско-Хинганская дважды Краснознамённая, ордена Суворова армия (ВВО). Омск. Сформирована к 8 июня 1970 года на базе 7-го отдельного ракетного корпуса.
- 43-я ракетная Краснознамённая армия (ПрикВО). Винница. Сформирована к 1 сентября 1960 года на базе 43-й воздушной армии Дальней авиации. Расформирована в 1998 году.
- 50-я ракетная Краснознамённая армия. МВО. Смоленск. Сформирована к 1 сентября 1960 года на базе 50-й воздушной армии Дальней авиации. Расформирована в 1990 году.
- 53-я ракетная армия. ЗабВО. Чита. Сформирована к 8 июня 1970 года на базе 8-го отдельного ракетного корпуса. Расформирована в 2002 году.

Штабы этих армий размещались во Владимире, Оренбурге, Омске, Виннице и Чите соответственно.

В городе Омске расположены армейский узел связи и ряд частей, которые находятся в моем прямом подчинении. Также я отвечаю за деятельность эскадрильи, базирующейся на аэродроме Северный, передающего центра за Кормиловкой, но основные соединения находятся за пределами Омской области. Омичи могут спать спокойно — наша армия круглосуточно готова отразить нападение любого противника.

— Защищать один город невозможно, тот же полк ПВО обеспечивал защиту не только Омска. Есть объединенная система обороны страны, которая может уничтожать самолёты и ракеты противника еще на подходах к рубежам нашей Родины. Боевых частей в Омске нет, решение о том, как наносить ответный удар, будет приниматься не здесь, в штабе армии, а главой государства. Наша ракетная армия расположена в Омской, Новосибирской областях, Алтайском и Красноярском краях, в её составе есть полнокровные боевые дивизии, которые выполняют все необходимые задачи по обеспечению обороноспособности страны и готовы к немедленному боевому применению.— Александр Конарев, командующий Омской ракетной армией Есть две категории генералов паркетные и оконные.